# Roy Saari
Roy Allen Saari (Buffalo (New York), 26 februari 1945 - Mammoth Lakes (Californië), 30 december 2008) was een Amerikaans zwemmer.

## Biografie
Saari won tijdens de Pan-Amerikaanse Spelen 1963 de gouden medaille op de 400m en 1500m vrije slag.
In de voorbereiding op de Olympische Zomerspelen van 1964 zwom Saari een wereldrecord op de 1500m vrije slag.
Tijdens de Olympische Zomerspelen van 1964 won Saari de gouden medaille op de de 4x200m vrije slag en de zilveren medaille op de 400m wisselslag. Als wereldrecordhouder op de 1500m vrije slag werd Saari slechts zevende.

## Internationale toernooien
| Jaar | Olympische Spelen                                                              | Pan-Amerikaanse Spelen             |
| ---- | ------------------------------------------------------------------------------ | ---------------------------------- |
| 1963 |                                                                                | 400m vrije slag · 1500m vrije slag |
| 1964 | 4x200m vrije slag · 400m wisselslag · 4e 400m vrije slag · 7e 1500m vrije slag |                                    |

1908: Derbyshire, Radmilovic, Foster, Taylor ·
1912: Healy, Champion, Boardman, Hardwick ·
1920: McGillivray, Kealoha, Ross, Kahanamoku ·
1924: O'Connor, Glancy, Breyer, Weissmuller ·
1928: Clapp, Laufer, Kojac, Weissmuller ·
1932: Miyazaki, Yusa, Yokoyama, Toyoda ·
1936: Yusa, Sugiura, Taguchi, Arai ·
1948: Ris, McLane, Wolf, Smith ·
1952: Moore, Woolsey, Konno, McLane ·
1956: O'Halloran, Devitt, Rose, Henricks ·
1960: Harrison, Blick, Troy, Farrell ·
1964: Clark, Saari, Ilman, Schollander ·
1968: Nelson, Rerych, Spitz, Schollander ·
1972: Kinsella, Tyler, Genter, Spitz ·
1976: Bruner, Furniss, Naber, Montgomery ·
1980: Kopljakov, Salnikov, Stoekolkin, Krylov ·
1984: Heath, Larson, Float, Hayes ·
1988: Dalbey, Cetlinski, Gjertsen, Biondi ·
1992: Lepikov, Pysjnenko, Tajanovitsj, Sadovy ·
1996: Davis, Hudepohl, Schumacher, Berube ·
2000: Thorpe, Klim, Pearson, Kirby ·
2004: Phelps, Lochte, Vanderkaay, Keller ·
2008: Phelps, Lochte, Berens, Vanderkaay ·
2012: Lochte, Dwyer, Berens, Phelps ·
2016: Dwyer, Haas, Lochte, Phelps ·
2020: Dean, Guy, Richards, Scott ·
2024: Guy, Dean, Richards, Scott